# Sračinec
Sračinec är en ort i Kroatien.   Den ligger i länet Varaždin, i den norra delen av landet, 60 km norr om huvudstaden Zagreb. Sračinec ligger 178 meter över havet och antalet invånare är 3 743.
Terrängen runt Sračinec är platt. Runt Sračinec är det ganska tätbefolkat, med 160 invånare per kvadratkilometer. Närmaste större samhälle är Varaždin, 5,3 km sydost om Sračinec. Trakten runt Sračinec består till största delen av jordbruksmark.